# Zigera tricuspida
Zigera tricuspida là một loài bướm đêm trong họ Noctuidae.